# Polistiopsis mima
Polistiopsis mima là một loài ruồi trong họ Tachinidae.